# Nothopegia
Genre
Nothopegia est un genre de plantes de la famille des Anacardiaceae.

## Liste d'espèces
Selon Catalogue of Life (19 septembre 2020) et Plants of the World online (POWO) (19 septembre 2020) :
- Nothopegia acuminata J.Sinclair
- Nothopegia aureofulva Bedd. ex Hook.f.
- Nothopegia beddomei Gamble
- Nothopegia castaneifolia (Roth) Ding Hou
- Nothopegia colebrookeana (Wight) Blume
- Nothopegia heyneana (Hook.f.) Gamble
- Nothopegia monadelpha (Roxb.) Forman
- Nothopegia sivagiriana Murugan & Manickam
- Nothopegia travancorica Bedd. ex Hook.f.
- Nothopegia vajravelui K.Ravik. & V.Lakshm.

Selon Tropicos (19 septembre 2020) (Attention liste brute contenant possiblement des synonymes) :
- Nothopegia aureo-fulva Bedd. ex Hook. f.
- Nothopegia beddomei Gamble
- Nothopegia castaneifolia
- Nothopegia colebrookiana (Wight) Blume
- Nothopegia dalzellii Gamble
- Nothopegia heyneana (Hook. f.) Gamble
- Nothopegia monadelpha (Roxb.) Forman
- Nothopegia racemosa (Dalzell) Ramamoorthy
- Nothopegia sivagiriana Murugan & Manickam
- Nothopegia travancorica Bedd. ex Hook. f.
- Nothopegia vajravelui K.Ravik. & V.Lakshm.